# Wennerbergsgatan

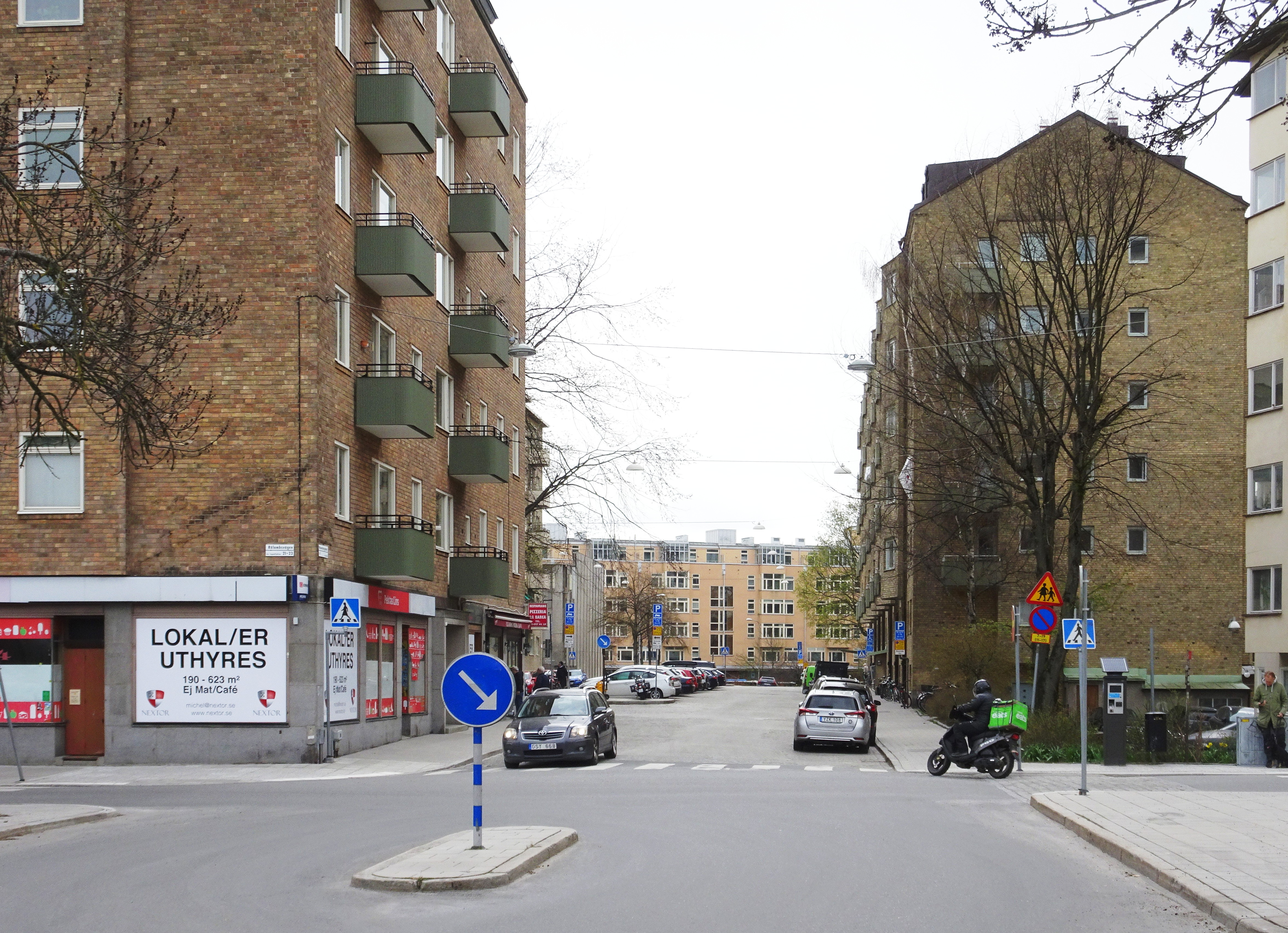
Wennerbergsgatan söderut, vy från Rålambsvägen, april 2021.

Wennerbergsgatan är en gata i stadsdelen Marieberg på Kungsholmen i Stockholm. Gatan fick sitt namn 1938.

## Beskrivning

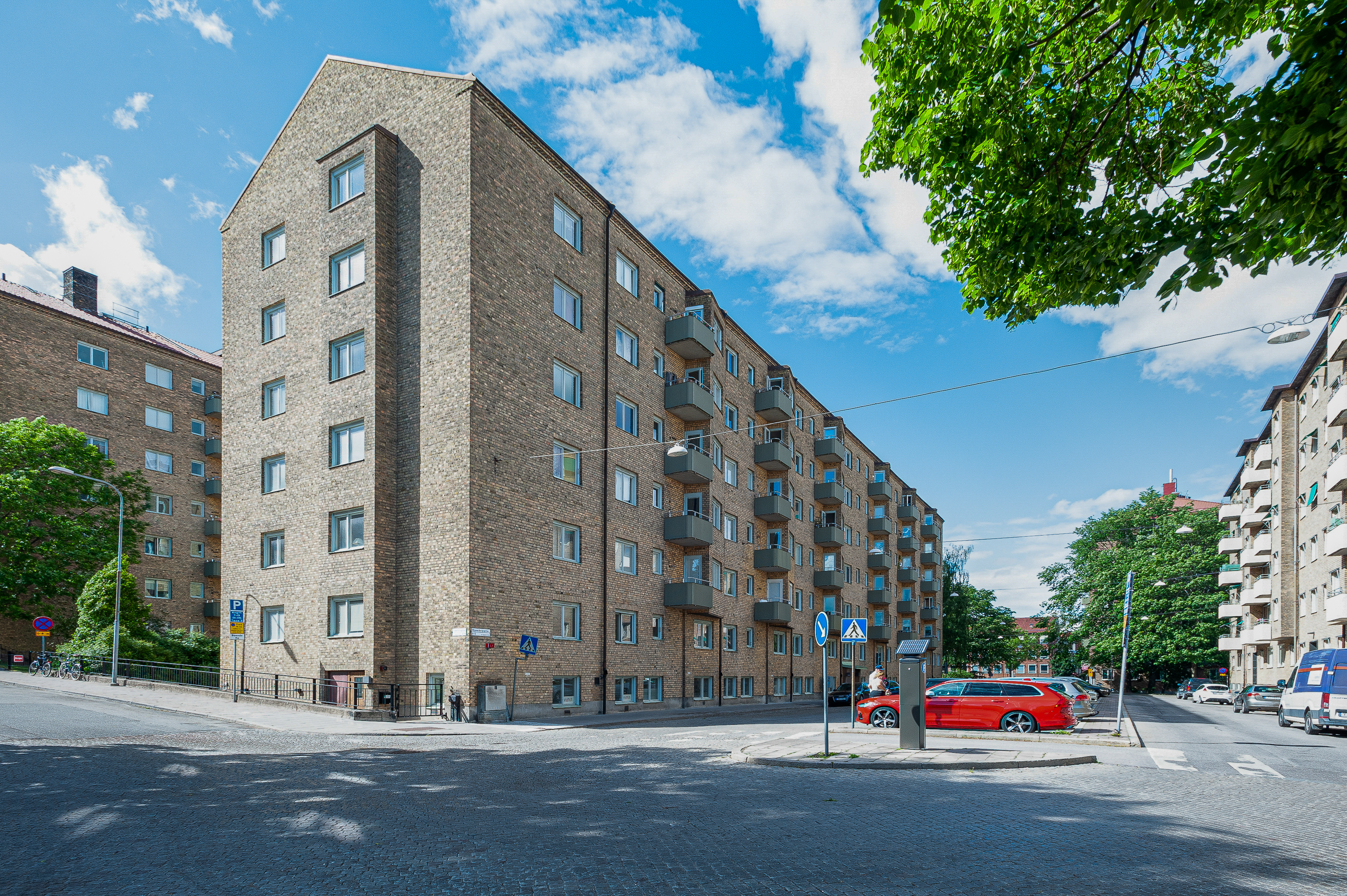
Mariebergs kollektivhus.

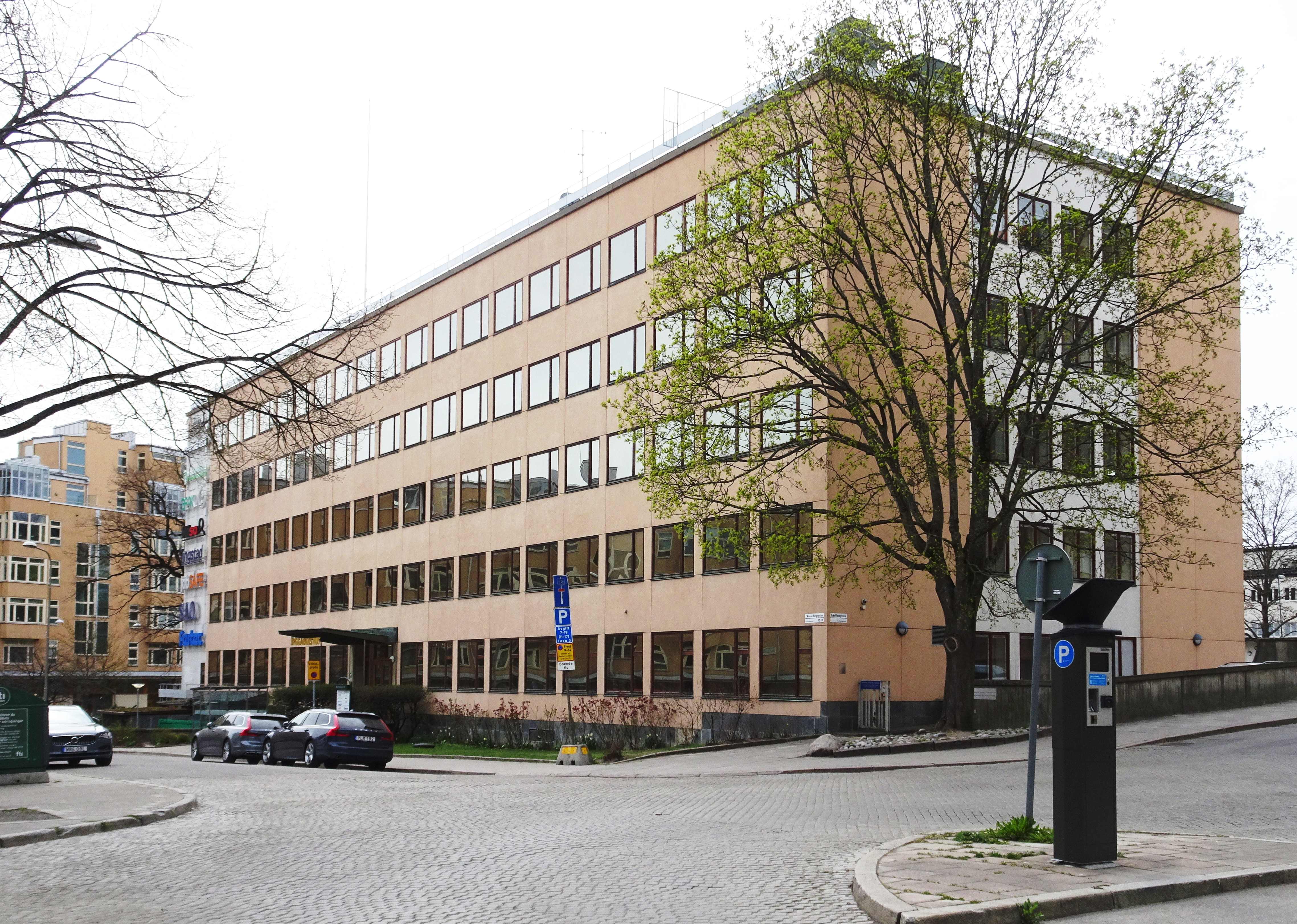
Byggarnas hus.

Wennerbergsgatan sträcker sig söderut från Rålambsvägen och fortsätter som gångväg till Gjörwellsgatan. Gatans namn anknyter till kategorin ”berömda svenska författare” och är uppkallad efter skalden och ämbetsmannen Gunnar Wennerberg. Området stadsplanerades i mitten av 1930-talet och gatan fick då sitt namn. Gatan kantas av kvarter med namn ”Styckgjuteriet”, ”Signalpatrullen” och ”Signallyktan” som påminner om den tid från 1907 till början av 1950-talet då Fälttelegrafkåren och senare Signal- och Radarskolan var förlagda till Marieberg.

## Bebyggelsen
Bebyggelsen består av bostadshus uppförda på 1940-talets mitt och ritade av arkitekterna Albin Stark, Björn Hedvall och Edvin Engström. På Wennerbergsgatan 4 ligger Mariebergs kollektivhus uppfört 1944 av byggmästaren Olle Engkvist efter ritningar av arkitekt Sven Ivar Lind. På Wennerbergsgatan 10 återfinns Byggarnas hus ett kontorshus som byggdes 1959-1960 för Stockholms Byggmästareförening, arkitekt var Gustaf Clason.